# 古陂镇
古陂镇，是中华人民共和国江西省赣州市信丰县下辖的一个乡镇级行政单位。

## 行政区划
古陂镇下辖以下地区：
古陂社区、金盆山社区、古陂村、新屋村、李田村、茶坳村、枫树村、黎明村、天光村、阳光村、太平村、余村、中坑村、墩高村、大屋村、圳玄村和石背村。